# NSW (システムインテグレーター)
NSW株式会社（エヌエスダブリュ）は、日本のシステムインテグレーター（独立系）。旧社名は日本システムウエア株式会社。

## 概要
1966年創業。製造や流通など業種対応のシステム構築、ITインフラ設計・運用、自社データセンターを基盤としたクラウドサービスなどをワンストップで提供している。
また、車載や通信・設備分野における組込みシステム開発とLSIやボードの設計開発も手掛ける。
近年ではこれらの実績を生かし、IoTプラットフォーム「Toami」を軸としたIoT・AI分野に注力している。
NECグループとの取引・出資関係が強く、売上の約2割を占めている。
経済産業省（関東経済産業局所管）の、旧・特定システムオペレーション企業等認定制度で認定されていた。

## 沿革
- 1966年 - 株式会社事務計算センターとして東京都港区に設立。
- 1975年 - 自社ビルを現本社所在地に取得。
- 1982年 - 商号を日本システムウエア株式会社に変更。
- 1996年 - 株式を店頭公開。
- 1999年 - 東京証券取引所市場第二部に上場。
- 2000年 - 東京証券取引所市場第一部銘柄に指定。
- 2003年 - 渋谷ITコアおよび渋谷データセンターを東京都渋谷区に開設
- 2009年 - クラウドサービス事業を開始。
- 2010年 - 京石刻恩信息技術(北京)有限公司を設立。
- 2013年 - IoT/M2M事業を開始。
- 2016年 - 香川県高松市に高松データセンターを開設。
- 2017年 - 北九州事業所を福岡県北九州市に開設。
- 2018年 - 日本ソフトウェアエンジニアリング株式会社の株式を取得し子会社化。
- 2018年 - 台湾オフィスを台湾台北市に開設。
- 2018年 - 南平台開発センターを東京都渋谷区に開設。
- 2019年 - 道玄坂開発センターを東京都渋谷区に開設。
- 2020年 - 日本ソフトウェアエンジニアリング株式会社をNSWに吸収合併。
- 2022年 - 商号をNSW株式会社へ変更[2]。

## 事業拠点
- 本社 - 東京都渋谷区桜丘町
- 渋谷ITコア - 東京都渋谷区南平台町
- 渋谷事業所 - 東京都渋谷区南平台町
- 渋谷CIビル - 東京都渋谷区桜丘町
- 南平台開発センター - 東京都渋谷区南平台町
- 道玄坂開発センター - 東京都渋谷区道玄坂
- 山梨ITセンター - 山梨県笛吹市一宮町
- 名古屋事業所 - 愛知県名古屋市中村区
- 大阪事業所 - 大阪府大阪市中央区
- 広島事業所 - 広島県広島市中区
- 福岡事業所 - 福岡県福岡市博多区
- 北九州事業所 - 福岡県北九州市小倉北区
- 台湾オフィス - 台北市